# Rougnac
Rougnac település Franciaországban, Charente megyében. Lakosainak száma 398 fő (2022. január 1.). Rougnac Charras, Combiers, Dignac, Édon, Grassac, Sers és Magnac-lès-Gardes községekkel határos.

## Népesség
A település népessége az elmúlt években az alábbi módon változott:
| Lakosok száma | 392  | 437  | 529  | 521  | 414  | 410  | 407  | 406  | 406  | 398  |
|               | 1968 | 1982 | 1990 | 2006 | 2013 | 2015 | 2017 | 2019 | 2020 | 2022 |